# Heavens-Above

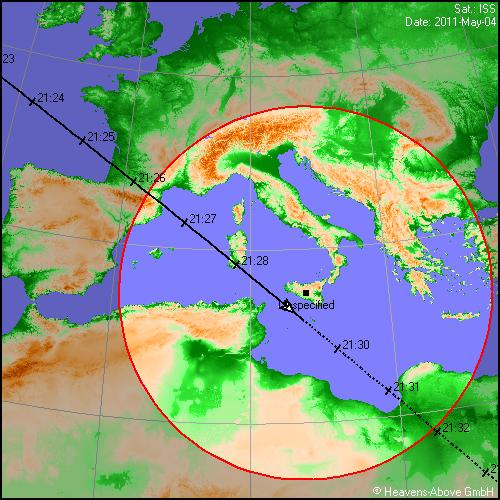
Beispiel für eine Bahnverfolgung (Tracking) von Heavens-Above. Ein Beobachter in Sizilien kann die Internationale Raumstation ISS sehen, wenn diese den Kreis um 21:26 Uhr erreicht. Der Beobachter würde ein helles Objekt am Himmel sehen, welches im Nordwesten aufgeht (erscheint) und sich über den Himmel auf einen Punkt überkopf zubewegt und danach innerhalb von drei Minuten untergeht (verschwindet).

Heavens-Above ist eine Website, die von Chris Peat entwickelt wurde. Die Seite wird von ihm gewartet und firmiert unter Heavens-Above GmbH, München. Die Website widmet sich der Hilfestellung für interessierte Personen, die Satelliten verfolgen und beobachten, ohne dabei optische Ausrüstung (Fernrohr, Teleskop) zu verwenden.
Die Website generiert detaillierte Sternkarten, auf welchen die Satellitenbahnen dargestellt sind. Die Bahnen werden vor dem Sternenhintergrund so dargestellt, dass wenn man nach oben sieht, die Bahn zwischen den Sternen findet.
Besondere Aufmerksamkeit widmet die Seite der ISS und Starlink-Satelliten. Die Website bietet auch Informationen zu aktuell sichtbaren Kometen, Asteroiden und Planeten an.
Der Anwender klickt auf einen Punkt der Karte und gibt seinen Standort ein. Es werden Listen mit astronomisches Objekt, ihrer scheinbaren Helligkeit, der Aufgangszeit und der Richtung in der sie aufgehen berechnet und ausgegeben. Raumstationen, Raketen, Satelliten, Weltraummüll sowie Sonne, Mond und Planeten werden angezeigt.

## Belege
1. ↑  Spiegel Online
2. ↑  Arbeitsgemeinschaft Volkssternwarte Schriesheim e.V. (Memento vom 29. November 2014 im Internet Archive)